# Program Vostok
Program Vostok (rusky Восто́к; „východ“) byl sovětský vesmírný program letů jednomístných kosmických lodí Vostok po oběžné dráze Země. Byl zaměřen na ověřování letových zařízení, prověřování spojení, na lékařský výzkum při postupném prodlužovaní kosmického letu v stavu beztíže. Všech 6 lodí typu Vostok startovalo z kosmodromu Bajkonur. Program byl vytvořen pro lety jednoho kosmonauta na maximálně 10 letových dní. Byl proveden i skupinový let lodí Vostok 3 a Vostok 4, a poté Vostok 5 s lodí Vostok 6. Základní konstrukce lodi Vostok byla prakticky shodná se sovětskými špionážními satelity Zenit 2, jejichž vývoj probíhal souběžně.

## Popis lodi
Popis kosmické lodi Vostok v samostatném článku...
Kosmické lodě Vostok se skládaly z hermeticky uzavřené sférické kabiny pro kosmonauty, z přístrojové části a brzdícího zařízení. Pro bezpečný průchod atmosférou byla kabina zvenku obložena tepelnou izolací a štítem o celkové hmotnosti 837 kg. Všechny tři průzory byly zabezpečeny ohnivzdorným sklem a zvenku je ochraňoval ještě odklopný kryt. Orientaci lodě mohl kosmonaut měnit sám. Stabilizaci lodě Vostok zabezpečoval systém orientovaný podle slunečních čidel, takže orientace lodě v prostoru se po odchylce vždy upravovala vzhledem k Slunci. Součástí řídícího zařízení byl i malý glóbus, který se otáčel a vždy ukazoval tu část povrchu Země, nad kterou kosmická loď právě procházela. Obousměrný rádiový přenos zabezpečoval nepřetržité spojení se Zemí.
Kosmickou loď sledovaly pozorovací stanice rozmístěné na území Sovětského svazu a na lodích. Kosmonauta snímaly dvě televizní kamery, zepředu a zboku. Čistotu vzduchu v kabině udržovalo automatické regenerační zařízení, které udržovalo v kabině atmosféru se stejným složením a tlakem jako u pozemské atmosféry. Vydýchaný kyslík byl doplňován z externích zásobníků ve kterých byl uložen pod vysokým tlakem. Vyprodukovaný oxid uhličitý byl pohlcován pomocí chemických pohlcovačů. Regenerační systém pracoval automaticky, ale přívod kyslíku si mohl kosmonaut částečně regulovat i sám.
Elektrickou energii nezbytnou pro napájení palubních systému a zabezpečení spojení dodávaly baterie o celkové kapacitě 24 kWh. Průměrná spotřeba palubních systémů činila jen 200 wattů.

## Kosmonauti
Každý kosmonaut měl během letu kosmickou lodí Vostok oblečený skafandr, který byl ale úplně uzavřen jen v průběhu startu a přistání. Protože se nepředpokládalo, že by kosmonaut přistával uvnitř návratové kabiny, byl po celou dobu letu usazen v katapultovacím křesle o hmotnosti 336 kg, pomocí kterého se při návratu na Zemi ve výši 7 km katapultoval a přistával na vlastním padáku. Prázdná kabina pak ve výšce 2,5 km otvírala svůj hlavní padák.

## Lety kosmických lodí Vostok
| Název lodi       | Typ | Datum startu      | Délka letu (počet oběhů)       | Posádka                            | Poznámka |
| ---------------- | --- | ----------------- | ------------------------------ | ---------------------------------- | --- |
| Korabl-sputnik 1 | 1KP | 15. května 1960   | 2 roky a 113 dní               |                                    | Test zjednodušeného prototypu                                                                                          |
| –                | 1K  | 28. července 1960 |                                |                                    | Nesl psy i jiná zvířata a rostliny. Zničen při havárii nosné rakety.                                                   |
| Korabl-sputnik 2 | 1K  | 19. srpna 1960    | 1 den, 2 hodiny a 18 minut     |                                    | Nesl psy i jiná zvířata a rostliny.                                                                                    |
| Korabl-sputnik 3 | 1K  | 1. prosince 1960  | 1 den, 1 hodina a 42 minut     |                                    | Nesl psy i jiná zvířata a rostliny. Kvůli nebezpečí přistání mimo Sovětský svaz byl zničen během přistávacího manévru. |
|                  | 1K  | 22. prosince 1960 |                                |                                    | Selhání 3. stupně nosné rakety, suborbitální let.                                                                      |
| Korabl-sputnik 4 | 3KA | 9. března 1961    | 1 hodina, 41 minut             |                                    | |
| Korabl-sputnik 5 | 3KA | 25. března 1961   | 1 hodina, 46 minut             |                                    | |
| Vostok 1         | 3KA | 12. dubna 1961    | 1 hodina, 48 minut (1 oběh)    | Jurij Alexejevič Gagarin           | První pilotovaný kosmický let.                                                                                         |
| Vostok 2         | 3KA | 6. srpna 1961     | 25 hodin, 11 minut (17 oběhů)  | German Stepanovič Titov            | |
| Vostok 3         | 3KA | 11. srpna 1962    | 94 hodin, 10 minut (64 oběhů)  | Adrian Grigorievič Nikolajev       | Současný let společně s lodí Vostok 4.                                                                                 |
| Vostok 4         | 3KA | 12. srpna 1962    | 70 hodin, 44 minut (48 oběhů)  | Pavel Romanovič Popovič            | Současný let společně s lodí Vostok 3.                                                                                 |
| Vostok 5         | 3KA | 14. června 1963   | 118 hodin, 57 minut (81 oběhů) | Valerij Fiodorovič Bykovskij       | Nejdelší, 5denní let programu                                                                                          |
| Vostok 6         | 3KA | 16. června 1963   | 70 hodin, 41 minut (48 oběhů)  | Valentina Vladimirovna Těreškovová | První žena ve vesmíru                                                                                                  |
Původně měly být do srpna 1966 uskutečněny další 4 lety, ale byly zrušeny na přímý rozkaz Nikity Chruščova z 4. února 1964 hlavnímu konstruktérovi Koroljovovi. Chruščov v obavách z možného úspěchu amerického programu Gemini nařídil lodě použít pro let tříčlenné posádky v roce 1964 a lety jednomístné zrušit. V továrně v Podlipkách tak zůstaly 4 připravené Vostoky určené k předělání na trojmístnou verzi.
Pod samotným názvem Vostok se skrývala sovětská nosná raketa Vostok.